# Ten of Diamonds (film)
Ten of Diamonds er en amerikansk stumfilm fra 1917 af Raymond B. West.

## Medvirkende
- Dorothy Dalton som Neva Blaine
- Jack Livingston som Warren Kennedy
- J. Barney Sherry som Ellis Hopper
- Dorcas Matthews som Blanche Calloway
- Billy Shaw